# Febre da fumaça do polímero
A febre da fumaça do polímero ou febre do fluoropolímero, também chamada informalmente de gripe do Teflon, é uma febre de inalação causada pelas fumaças liberadas quando o Politetrafluoroetileno (PTFE, conhecido pelo nome comercial Teflon) é aquecido entre 300 °C e 450 °C. Quando o PTFE é aquecido acima de 450 °C os produtos da pirólise são diferentes e a inalação pode causar lesão aguda do pulmão. Os sintomas são parecidos com a gripe (desânimos, dores de cabeça e febres) com o endurecimento do tórax e tosse branda. O ataque ocorre entre 4 a 8 horas depois da exposição aos produtos da pirólise do PTFE. Sinais: leucocitose; raio-X peitoral normal.
As fumaças do polímero são especialmente prejudiciais a certos pássaros cuja respiração, otimizada para a rapidez, permite que as toxinas sejam rejeitadas por pulmões humanos. As fumaças do Teflon em aquecimento muito alto são fatais para os papagaios, tão bem quanto a outras aves. (PTFE Toxicosis, .)